# Equus quagga selousi
Sous-espèce
Statut de conservation UICN

 CR  : 
En danger critique
Equus quagga selousi, communément appelé Zèbre de Selous, est une sous-espèce de zèbres des plaines qui se rencontre principalement dans le sud-est de l'Afrique